# テイルズ オブ ファンタジア なりきりダンジョンX
『テイルズ オブ ファンタジア なりきりダンジョンX』（テイルズ オブ ファンタジア なりきりダンジョンクロス - TALES OF PHANTASIA Narikiri Dungeon X、略称：なりダンX）は、バンダイナムコゲームスより2010年8月5日に発売されたPlayStation Portable用RPG。公称ジャンル名は「真実と向き合うRPG」。

## 概要
本作は2000年にゲームボーイカラー対応ソフトとして発売されたRPG『テイルズ オブ ファンタジア なりきりダンジョン』（以下『なりきりダンジョン』）のリメイク作品である。『なりきりダンジョン』は『テイルズ オブ ファンタジア』（以下『ファンタジア』）の続編。大舘隆司プロデューサーによるとシリーズが2010年で15周年を迎えることを機に、原点ともなる『テイルズ オブ ファンタジア』の魅力をもう一度見つめなおすというコンセプトで企画された。開発には1年半の歳月が費やされた。
物語の舞台は『ファンタジア』の主人公・クレスたちが活躍した時代からおよそ100年後の世界。男女二人の双子であるディオとメルが、自らの出生の秘密と世界の謎を解き明かすべくために冒険の旅へと出るところから物語は始まる。双子は「なりきり士」という特殊な能力を持っており、さまざまな職業のコスチュームを身にまとうことでその職業に“なりきって”戦うことが出来る。
ゲームボーイカラー版の戦闘システムはシリーズ従来の2D格闘ゲーム風のものとは異なり、シミュレーションRPG風のシステムだったが、本作ではリメイクにあたって従来通りの「リニアモーションバトルシステム（LMBS）」を採用した。また、GBC版ではディオ・メル・クルールしか仲間にならなかったが、本作では『ファンタジア』のキャラクターも操作できる。
なお、本作は『ファンタジア』のシステムを改良した『テイルズ オブ ファンタジア クロスエディション』（以下『クロスエディション』）も一枚のUMDに同時収録している。『フルボイスエディション』のシステムをベースに、キャラクターの移動速度の調整がなされたり、今まで不可能だった術の同時発動が可能になるなどの改良がなされている。本作とシナリオがリンクするよう、2つの作品をまたぐように物語に関わるオリジナルキャラクター（ロンドリーネ）も登場する。なお、『クロスエディション』の開発は株式会社クライマックスが務めた。

## ストーリー
本作ストーリーの元となった
妖精エトスが謎の女性ノルンに出会う場面から始まる。ノルンはエトスに対し、双子の赤ん坊ディオとメルの親代わりとなり、二人の魂の行く末を見守って欲しいと頼む。それから13年の月日が流れたある日、エトスと双子の下にアルベルトという言葉を話すクローゼットが現れる。自らをノルンの遣いだと名乗るアルベルトは、双子が「なりきり士」という特殊な能力の持ち主であること、さらにその能力を使って困っている人々を助けることが使命であると告げる。アルベルトの言葉に促されたディオとメルは、使命を果たすべく行動を開始する。「なりきり士」としての冒険を通じて、双子は自らの出生の謎を解き明かしていく。

## システム

### 戦闘システム
戦闘はダンジョンで敵とエンカウントすることで開始され、攻撃により全ての敵のHPをゼロにすることで勝利、戦闘終了となる。本作ではランダムエンカウントとシンボルエンカウントが混在しており、シンボルエンカウントの方がランダムエンカウントよりもやや強い敵が出現する。パーティには10人まで入れられるが、戦闘に参加するのはパーティ編成で1 - 4番目にいるキャラクターで、プレイヤーは1番目にいるキャラクターを操作し、2 - 4番目にいるキャラクターはオートで戦う。あるアイテムを入手すれば、戦闘に参加するキャラを3人までに減らすことも可能。また、ディオがある系統のコスチュームを着てシンボルエンカウントすることで、戦闘終了時に一定確率でモンスターの一部を捕獲することが出来、捕獲したモンスターをパーティに入れることや、戦闘時にモンスターを操作することも可能である。
攻撃には大きく分けて技と術の2種類がある。技は主に敵にダメージを与えるためのもので、コマンドを入力すると即座に発動する。それに対して術は攻撃だけでなく回復や補助などさまざまな効果を持つが、コマンドを入力してもすぐには効果が発揮されず、詠唱を終えたときに発動する。技は「特技」と「奥義」の二つがあり、通常攻撃から特技へ、特技から奥義へと連携することができる。×ボタンと方向キーの組み合わせによる4つの術技スロットを持つが、本作では今までのシリーズとは違い通常攻撃も術技スロットにセットすることが出来る。また、ある程度ストーリーが進むと、それまで通常攻撃専用だった○ボタンと方向キーの組み合わせにも術技をセットすることが可能になる。
シリーズでは共通して「LMBS」というシステムを採用しているが、本作では『テイルズ オブ デスティニー』（PS2版）や『テイルズ オブ ハーツ』で採用された「AR-LMBS（エアーリアル-リアルモーションバトルシステム）」をさらに進化させた「XAR-LMBS（クロスアーツエアーリアル-リニアモーションバトルシステム）」が取り入れられた。“爽快感”をコンセプトにして製作された本作の戦闘では、多くの技が「打ち上げ」「叩き付け」などの効果を派生させられ空中での発動も可能なため、敵を空中に打ち上げて空中でのコンボを繋ぐことができ、スピーディで爽快感のある空中コンボを楽しむことが出来る。
本作にはシリーズ従来の「TP」や「CC」といったパワーソースが無く、代わりとして戦闘画面の下部に「エモーショナルブレイブゲージ（EBG）」という横長のゲージが表示されている。このゲージは術技を使用すると減少する一方、攻撃を敵に当てたり敵の攻撃をガードしたり、術を詠唱している最中に増加する。また、『テイルズ オブ リバース』の「ラッシュゲージ（RG）」と似た役割を果たし、EBGのゲージ量が多いと攻撃力が上がるが防御力が下がり、反対にゲージ量が少ない場合は攻撃力が下がる代わりに防御力が上がる。戦闘中は何も行動しなければ10%まで減少を続け、術技使用などで10%以下になると自動で10%まで回復する。ダンジョン移動中は戦闘やそれに伴う術技の使用、グミや料理などでの回復以外に変動しないが、ワールドマップへ出ると全員10%になる。最初は100%までしかゲージがないが、ストーリーの進行によって120%まで溜められるようになる。100%を越えると「オーバーブレイブ」が発動可能になり、発動することで攻撃力・移動速度が飛躍的に上がるほか、攻撃を当て続けることでさらに溜められ、ゲージがリミットになるまでオーバーブレイブ状態が続く。この間、敵のHPが0になってもコンボが繋がり続ける「オーバーキル」も成立する（ダメージ表示は赤文字に変わる）。オーバーブレイブ中は秘奥義も放つことができ、複数の秘奥義を持つ場合は、ゲージの残量に応じて選択される。なお、秘奥義使用後は10%に戻る。

### コスチュームシステム
| ベーススキル                                                                                           | ベーススキル                                                                                               |
| --- | --- |
| キャラクターが固有に習得するスキル。リカバリングやマジックガードといった基礎的な動作ができるようになる | |
| コスチュームスキル                                                                                     | |
| コスチュームごとに付加されているスキル。違う系統のコスチュームに着替えた場合効果が発動しない           | |
| マスタースキル                                                                                         | 「なりきりランク」がマスターに到達することで習得できるスキル。他のコスチュームに着替えても効果を発動できる |

「なりきり士」という特殊な能力を持つディオとメルは、さまざまな職業のコスチュームを身にまとうことで、その職業に“なりきる”ことができる。なりきることでその職業に応じた術技・コスチュームスキルが使えるようになるほか、ステータスの上昇などの効果を得られる。コスチュームには拳闘系や忍術系といった職業系統があり、系統ごとにそれぞれ下級、中級、上級のコスチュームが存在するが、職業系統には入らない特殊なものもいくつか存在する。同系統のコスチュームであれば、武器などの装備品はほぼ共有できるほか、習得した術技もコスチュームのクラスに関係なく共通で使える。コスチュームの主な入手方法はダンジョン内の宝箱から見つける、ボス戦に勝利する、サブイベントをクリアする、などがある。
着替えは、エトスハウスや街などの安全な場所、ワールドマップでメニューの「コスチューム」から行うことができる。ダンジョン内では、記憶陣に乗った状態であればメニューから、また、「フィッティングマント」という消耗品を使えばマント1つにつき1度行える。
各コスチュームには防御属性（耐性属性と弱点属性）があり、相性しだいで一撃のダメージが増減する。また、「コスチュームポイント（CP）」というパラメーターが設定されていて、これは各モンスターに何点かずつ割り振られているので、コスチュームを着た状態で戦闘を重ね、勝利することで取得・蓄積されていく。CPが一定量溜まるごとにコスチュームの「なりきりランク」が上がり、そのコスチューム特有の術技やコスチュームスキルを新たに習得することが出来る。「なりきりランク」を1つ上げるのに必要な点数は、そのコスチュームが下級・中級・上級のどこに属するかで異なる。ただし、例外的にディオのコスチューム「精霊系」は、下級・中級コスチュームであっても上級コスチュームと同じ点数が必要で、職業系統外の特殊なコスチュームはほとんどが上級と同じ扱いだが、一部は上級コスチューム以上の点数が必要である。「なりきりランク」は9段階設定されており、最終的に「マスター」に達することで、どのコスチュームに着替えても効果を発揮するマスタースキルを習得する。習得したマスタースキルは、スキルの詳細を確認する画面において、ベーススキルの欄に表示される。
秘奥義はコスチュームによって異なるが、上級コスチュームの成長過程で習得するものと、特殊コスチュームに関わるサブイベントで習得するものの2パターンがある。

### その他のシステム
従来のシリーズ同様に、シリーズの代名詞ともいえる称号システムやフェイスチャット、料理システムなどを搭載している。料理システムに関してはファミリーレストランチェーン「ガスト」とのタイアップで、同社の人気メニューである「チーズINハンバーグ」が作中に登場し、ガストに関連するサブイベントも収録されている。
また、雑誌やタイアップ商品に記載されているパスワードを入力することでレアアイテムやコスチュームなどを入手できる「なりきりダンジョンX 連動パスワードシステム」が搭載されている。パスワードは文字や数字を入力するのではなく、図柄の並びを用いた独自のものになっている。

## 登場人物

### 主要人物
★は本作バージョンのストーリーにおける新キャラクター
ディオ (Dio)
声 - 斎賀みつき
13歳 / 身長149cm / 体重39kg
本作の主人公の一人。メルの双子の兄弟で「なりきり士」。髪は水色外ハネ短髪。少年らしい天真爛漫さを持ち、迷いがなく潔い性格をしている。やってみなければどうなるか分からない状況に陥れば、慎重になりつつもその状況を楽しんでしまう。趣味は読書で、100年前に魔王を倒したという時空戦士の話に関しては細かな部分まで内容を記憶している。それと同時に彼ら時空戦士たちを非常に尊敬している。好物は肉や魚で嫌いな物はトマト。自分がメルの兄だと思っている。
メル (Mel)
声 - 阿澄佳奈
13歳 / 身長148cm / 体重35kg
本作の主人公の一人。ディオの双子の姉妹で「なりきり士」。髪は水色外巻き長髪。幼いながらも真面目なしっかり者で、「奔放なディオの面倒は自分が見なければ」と思っている。最初は外に出ることを怖がっていたが、外に出て「知らないことを知る」という楽しみを覚え、しかし、外に出てすぐの事件が原因で、魔術を使うことを恐れていた時期がある。好物はマシュマロ入りのカレー。自分がディオの姉だと思っている。
クルール (Kruelle)
声 - 伊藤美紀
年齢不明 / 身長不明 / 体重不明
主要マスコット。緑の謎の生物。性別はメス。魔物に襲われているところを双子に助け出され、ともに旅をすることになる。クルールという名前はメルの命名で、「クルール」と鳴くことから名づけられた。見た目に反して戦闘能力は高く、双子たちと共に戦闘にも参加する。特殊技「チェインパートナー」を使うことで、ディオかメルと同じ姿になり、連携攻撃が出来る。好物はフルーツパスタサラダ。
エトス (Etos) ★
声 - 田村ゆかり
年齢不明 / 身長30cm / 体重1.5kg
原典ではプレイヤーが担っていた、ディオとメルの親代わりを務める妖精。戦闘には参加しない。2人からは「エト」と呼ばれている（アルベルトは「エト助」、ロディは「エトちゃん」と呼ぶ）。とても過保護な性格で、「外の世界は危険だから」という理由で13歳になるまでディオとメルを家から出そうとしなかった。更にメルがロディに対等に接するようになった際は、メルがロディの事を呼び捨てにするため「メルが悪い子になった」と大袈裟な評価をしている。
性別は不明だが、エトス自身は自らを女性だと思っていて、自分のことをディオとメルの「お母さん」だとも思っているにもかかわらず一人称は「ぼく」である。語尾が音階の場合はその部分がカタカナになる。
その正体は姿が誰にも見えず孤独なあまり、街を壊すような悪戯を繰り返していたため、オリジンによって記憶を封じられていた「音」の精霊・グラムロックである。その事実を知らされた直後は「記憶を取り戻すと今の自分と変わってしまうかもしれない」と記憶を取り戻すことを恐れていたが、「エトはエトだよ」と双子達に言われ、一度は消した「虹輪（プリズムリング）」が再発生した際に、双子達を助けるため自分から望んで記憶と力を取り戻した。
ロディ / ロンドリーネ・E・エッフェンベルグ (Rody / Rondoline E. Effenberg) ★
声 - 喜多村英梨
19歳 / 身長160cm / 体重49kg
過去や未来へと時間を移動しながらダオスを追い続ける女剣士。愛称は「ロディ」。日に焼けた肌と白髪が特徴。明るくさばさばした性格の姉御肌で、ディオたちを勇気付けたり、年長者としてアドバイスをしてみせたりと、場を和ませるムードメーカーとしての役割を担っている。だが、心のうちにはダオスのこと、自らの出生のことなど様々な因縁を抱えている。天涯孤独の身。
本来は4202年よりさらに100年近く前の人物で、ある目的で誘拐されたことがある。また幼い頃に、森を散策していて不意にダオスと遭遇して以来度々交流していたが、その最後の日に精霊たちから溢れ出る余剰マナを溜めて時間転移できる指輪を彼から受け取った。それを使ってダオスのいる時代に転移することを繰り返すが、その度にダオスによって様々な時代に飛ばされており、飛ばされた先々でパーティに遭遇することが多い。
普通の人間と変わらない姿だがエルフの末裔であるため、魔術が幾つか使える。また接近戦は、短剣と鞭のように伸びる特殊な長剣の二刀流。短剣は主に投擲武器として用いる。
好物はミルクで、「一日一本飲まないと」締まらないとのこと。嫌いな物は魚の目玉で、料理する時は魚の目を隠している。実は登場人物の中では最もプロポーションがいい。
『クロスエディション』にも登場し、時空を超えてダオスを追いかける彼女はある意味で本作の象徴的な存在である。
アルベルト (Albert) ★
声 - 龍田直樹
ノルンの遣いとして双子のもとに訪れた喋るクローゼット。双子たちが「なりきり士」であること、そしてその使命を果たすように告げた。体内にはなりきり士のコスチュームを収納でき、ポケットに入るほどのサイズまで小型化することができる。戦闘には参加しない。
田舎者のような特徴的な訛りで話し、口も性格も非常に悪い。人間、人外の存在（精霊）を問わず女性が大好きで、女性陣の中でも特にメルがお気に入りだが、その分彼女と対照的な存在であるディオとは折り合いが悪い。クルールに対して一方的な敵愾心を燃やしている。
また火にも水にも弱く、それらを目にするといつもの態度とはうって違って臆病さが目に見える。

### 前作主要人物
本作の時代から100年前の『ファンタジア』の時代において、人類を滅ぼさんとした魔王・ダオスと闘い、打ち破った“伝説の英雄”たち。
アーチェ・クライン (Arche Klaine)
声 - かないみか
約220歳（A.C.4408） / 身長157cm / 体重39kg
ホウキを操り空を飛ぶハーフエルフの魔女。ダオスとの戦いの後、自らの時代である100年前の過去（本作の時代から200年前）へと帰っていったが、ハーフエルフであるため非常に長命で、200年経った現在も昔と変わらぬ外見を保ったまま（ただし、「眠っていた」期間があるため、実年齢通りかは不明）きらめきの塔で暮らす。天真爛漫な性格も変わっていないが、長命であるがために一人取り残されて生きてゆかねばならない寂しさを紛らわすため、いたずらを繰り返している。
ディオとメルにとって最初の敵。ノルンに頼まれて、ディオたちに時空移動が出来る絵を渡した。好物はメロンで、焼いて食べることもあるなど××料理人っぷりは健在。
本作では秘奥義として「ブラックホール」「ビッグバン」「メテオスォーム」を使用可能。
クレス・アルベイン (Cless Alvein)
声 - 草尾毅
18歳（A.C.4306） / 身長170cm / 体重59kg
前作の主人公。アルベイン流剣術を駆使する剣士。優しさと勇気を兼ね備えた頼もしい性格。ダオスによって壊滅させられたトーティス村を復興するために日々奔走している。本当の正義とは、悪とは何かということについて苦悩しており、自分が「伝説の英雄」として祭り上げられていることについて違和感を持っている。好物はポーク。
本作では特技に「飛連閃」が追加され、秘奥義として「冥空斬翔剣」「殺劇舞荒剣」を使用可能。なお殺劇舞荒剣発動時、タイミングよく幾つかのボタンを入力するとエフェクトが派手になる。
ミント・アドネード (Mint Adnade)
声 - 岩男潤子
19歳（A.C.4306） / 身長162cm / 体重42kg
前作のヒロイン。トーティス村の教会で人々を癒している法術師であり、クレスの恋人。神子としてあがめられているが、人々の身体の傷を癒すことは出来ても、「心」までは癒せないことを悩んでいる。好物はリンゴ。
本作では術に「ヘイスト」「ディレイ」「ホーリィウォール」が追加され、秘奥義として「タイムストップ」を使用可能。
チェスター・バークライト (Chester Barklight)
声 - 伊藤健太郎
18歳（A.C.4306） / 身長175cm / 体重62kg
クレスの親友である弓使いの青年。妹と暮らしていた家を若い夫婦に貸し、ダオスとの戦いで親兄弟を失った子供たちの面倒を見ながら、クレスの家（アルベイン流剣術道場）に間借りする形でトーティス村で暮らしている。ダオスに唯一の肉親であった妹の命を奪われ、それによって空いた心の穴は未だに塞がっていない。妹想いの性格であったため子供への面倒見もよく、双子たちに妹の面影を見ている。好物はチキン。
アーチェとは相変わらずだが、メルが未来の彼女の話をした際、寂しがっている事をすぐに察するなど彼女のことを誰よりも理解している。
本作では秘奥義として「天威浄破弓」を使用可能。
クラース・F・レスター (Klarth F. Lester)
声 - 井上和彦
29歳（A.C.4203） / 身長176cm / 体重62kg
魔法学者にして召喚士。ダオスとの戦いの後、精霊との契約を白紙に戻して自らの時代へと帰り、ユークリッド村で助手の恋人であるミラルド・ルーン（声 - 住友優子）と共に暮らしている。『ファンタジア』での冒険によって追求した召喚術についての論文を学会で発表するも、当時の人々には理解されず異端視されてしまう。そのことが原因でふて腐れてしまい、酒びたりの日々を送るようになってしまった。好物は酒で、本人曰く「学者は満腹になると頭が回らなくなるから腹3分目ぐらいでいい」と小食な方。
本作では秘奥義として「テトラリーダー」を使用可能だが、完全発動には四大精霊全てと契約している必要がある。また、グレムリンレアーやプルートといった魔界の住人は召喚できない。
藤林 すず【（ふじばやし すず）/Suzu Fujibayashi】
声 - 川田妙子
12歳（A.C.4354） / 身長135cm / 体重28kg
伊賀栗流忍者の頭領であるくノ一の少女。今作では表情が豊かになり、フェイスチャットに笑った表情や怒った表情もある。トールの時間転移システムがエネルギー不足で転移に失敗したディオやメルを、「世界を瘴気に飲み込ませているプルートの手先」と思い込んで捕まえてしまった。誤解が解けた後、ディオやメルと出会ったことで、忍びではない「普通の少女」として暮らすことができる可能性を、仮面の女に幻として見せられるが、それは選ばなかった。好物はとうふ。
本作では奥義に「雷迅獣連撃」が追加され、秘奥義として「児雷也」を使用可能。

### その他
ノルン (Norn)
声 - 伊藤美紀
本作最終ボス。大樹カーラーンの「希望のひとしずく」から生まれた世界樹の守護者。エトスに赤ん坊であった双子を託し、親代わりになり二人の魂の行く先を見守ってほしいと頼んだ。
ダオス (Dhaos)
声 - 森川智之
前作最終ボス。100年前にクレスたちの手によって倒された魔王。すでに命を落としている彼だが、残留思念として双子たちのもとに再び姿を現す。ロンドリーネが執拗に追いかけている存在でもある。
バンディ
声 - 福原耕平
デリス・カーラーンのパレスグドラ軍の将軍。戦争や長引く冬が原因で親に捨てられた子供たちを探し、ある目的の為養子で引き取っていた。
ディオス&メルティア
声 - 斎賀みつき（ディオス）、阿澄佳奈（メルティア）
ディオとメルの前に度々現れては、不穏なことを告げる2人組。常に仮面やフードで顔を隠している。戦闘能力も高い強敵。
実はディオの前世ディオスとメルの前世メルティアの負の心が実体化した存在である。
バジル
声 - 桐本琢也
クラースの時代に登場したエルフの科学者でクラースの親友。魔術が使えない「レスネス」と呼ばれるエルフで、それを蔑まれて里を追われ、貧しい人々が住む村・ヴァルハラに流れ着いている。双子達の前に度々現れては手助けをしてくれる。100年後では人工マナの研究の第一人者として知られているが、ある事情から顔を隠して魔物を操る。
リリアン
声 - 佐藤聡美
ディオたちの行く先々で姿を現し様々な料理のレシピを教えてくれるワンダーシェフ。ドラムを叩くような包丁さばきから「稲妻のリリアン」の異名を持つが、人々からは親しみを込めて「リッちゃん」と呼ばれている。
アルテミス
声 - 根谷美智子
12星座の塔でルナと共に暮らす妖精。モーリア坑道では悪戯が過ぎたので、「お仕置き」と称してマクスウェルによって閉じ込められていた。
グリッド
声 - 平尾明香
チェスターに育てられている子どもの一人。他の2人のまとめ役。
ミリー
声 - 石黒千尋
チェスターに育てられている子どもの一人。チェスターに憧れており、将来は結婚するつもりでいる。
ジョン
声 - 中川智美
チェスターに育てられている子どもの一人。いつもおなかを空かせている。

### 精霊
世界の根源を司る存在。かつてはクラースと契約を交わしていたが、ダオス戦役が終結した際に契約は白紙に戻された。サブイベントで契約することが出来るほか、契約する・しないに関係なく戦うことも出来る。
イフリート
声 - 稲田徹
熱砂の洞窟にいる火の精霊。今作でディオとメルが戦う最初の精霊。
シルフ
声 - 瀬那歩美
ローンヴァレイにいる風の精霊。『ファンタジア』とは異なり、赤色と緑色の双子の姿をしている。
ノーム
声 - 山本圭一郎
精霊の洞窟にいる地の精霊。モグラのような姿をしており、何体もの仲間と共に攻撃を仕掛けてくる。
ウンディーネ
声 - 住友優子
浸食洞にいる水の精霊。プライドが高い女王様のような性格。契約時に戦闘することになる。
マクスウェル
声 - 後藤史彦
モーリア坑道にいる分子の精霊。今作でも四大精霊より上位の精霊として登場。ディオとメルの潜在能力を引き出し、オーバーブレイブ出来るようにした。契約するとディオのコスチューム「精霊術士」が手に入る。
ルナ
声 - 速見圭
12星座の塔にいる月の精霊。ただしシナリオで戦う彼女はアルテミスが変身した偽物。本物と戦えるのはサブイベントだけである。
アスカ
声 - 佐藤聡美
超古代都市トールで出会う光の精霊。時間転移システムを悪用しようとする者を撃退するべくマザーコンピュータールームにいた。
ヴォルト
声 - 瀬那歩美
ムジョルニア洞窟（『ファンタジア』では未来のモリスン邸の裏手にあった洞窟）にいる雷の精霊。担当声優はいるものの、人間には理解できない雑音のような言葉で喋る。
シャドウ
声 - 宮崎寛務
闇の神殿（『ファンタジア』では「闇の洞窟」だった場所）にいる闇の精霊。今作でもやはり接続詞を抜いて単語を並べる喋り方をする。
オリジン
声 - 山本圭一郎
トレントの森にいる精霊の王。四本の腕を持ち、それぞれに剣と槍を持っている。エトスの真実を知っている。戦闘中、体力が減ってくると上級魔術であるタイダルウェーブやゴッドブレスを使い始める。契約すると、ディオのコスチューム「召喚士」が手に入る。

### 魔族
魔物とは別な存在。瘴気溢れる魔界の住人。いずれも地上侵攻を目論んでいる。降魔術士のコスチュームを着たディオだけが召喚できる。ジェストーナとイシュラントの残留思念はディオスとメルティアそれぞれの過去の感情を具現化したものでもある。
グレムリンレアー
声 - 松原大典
「スルト深林」に登場。トカゲのような見た目。『ファンタジア』でも登場しており、クラースの口車に乗せられて契約しているが本人は「騙して無理矢理契約させた」と思っている。そのため、今作では契約を嫌っている。
クレス達の時代で魔界の扉を開けた人物を背後から切りつける残忍さを持っており、それがディオの怒りを買う。戦うも敗北し、クレス達に捕縛されたが後に脱走。
素早い動きと闇属性の爪、地属性の魔術を用いて戦う。サブイベントで契約でき、その際にはサファイアが必要となる。
プルート
声 - 平井啓二
魔界の王。すずの時代にて地上を侵攻するべく数々の街を瘴気に飲み込ませている。「ネルヴィの洞窟」の最深部にいる。今作では戦闘の前の会話イベントにて、ラグナロク以前の真実をパーティに告げる。闇を用いての攻撃や様々な魔術を駆使する。
『ファンタジア』ではマントを羽織っていたが今作ではしておらず、体の全容を見せる。一人称は「我」。高圧的な話し方が特徴。
サブイベントで契約できるが、彼と契約するにはエメラルドと全ての精霊、魔族と契約する必要がある。
フラムベルク
声 - 中村千絵
「焔王の楔」にいる、女性に似た姿の焔王の配下。
「不燃の古木」なる物を守っているがそれをディオ達が盗んだと勘違いし、襲い掛かってくる。
契約する事も出来、その際には黒丹が必要となる。
フェンビースト
「氷狼王の楔」にいる、銀狼のような姿をした氷狼王の配下。
「不凍の流体」を守っており、喋る事は出来るが雄たけびのみ。
契約する事も出来、その際には水銀が必要である。
ジェストーナ
声 - 下和田裕貴
『ファンタジア』でも登場した、ダオスの配下の魔族。
今作では残留思念となって登場。「ロキ魔科学研究窟」で待ち受ける。
契約する事も出来、アイヴォリーを要求してくる。
イシュラント
声 - 田中一成
『ファンタジア』でも登場したダオスの配下の魔族。
今作ではジェストーナ同様、残存思念となって「ウェーランド平原」に現れる。
サブイベントで契約でき、必要な契約具は珊瑚。
ビッグアイ
巨大な目玉の魔族。下部には海月のような触手がある。「グリトニル山岳」頂上で待ち受ける。
瞳からレーザーを出したり、ワープ、様々な魔術も駆使する。
ヴォルト同様雑音のような言葉しか喋れないが契約できる。契約具は大理石。

## 主題歌
テーマソング「ガラスの花」
作詞・作曲・編曲・歌 - 奥華子
エンディングテーマ「rebirth」
作詞・作曲・編曲・歌 - 奥華子
挿入歌「羽」
作詞・作曲・歌 - 奥華子 / 編曲 - 佐藤友亮

## 主なスタッフ
- チーフディレクター - 増渕友海
- プロデューサー - 大舘隆司、岡本進一郎
- ゼネラルプロダクトマネージャー - 吉積信
  - シリーズ第1作であるSFC版『ファンタジア』以来、シリーズの全ての作品に携わる。
- シナリオ - 馬場常和
- 2Dデザイナー - 松井麻依香
  - 新キャラクターであるロンドリーネやエトスのキャラクターデザインを務める。
- 開発 - ナムコ・テイルズスタジオ
- アニメーション制作 - Production I.G

## 関連作品

### 音楽CD
「テイルズ オブ ファンタジア なりきりダンジョンX」 オリジナルサウンドトラック
2010年8月18日にポニーキャニオンより発売。本作で使用されたBGM全60曲を収録したオリジナルサウンドトラック。CD2枚組で、定価は3,150円（税込）。PCCG.01117。
主題歌を務めた奥華子とのタイアップ企画として、本作のテーマソングでもあるシングル「ガラスの花」の期間限定盤（Tales of Edition）のジャケット、本作の挿入歌「羽」およびエンディングテーマ「rebirth」を収録したアルバム「うたかた」のチェンジングジャケット、さらにこのオリジナルサウンドトラックのジャケットを横に並べることで一枚の絵になるという仕掛けが施されている。ジャケットは「ガラスの花」、「うたかた」と共に全てProduction I.Gの描き下ろしである。

### 書籍
テイルズ オブ ファンタジア なりきりダンジョンX 英雄を導く書
2010年8月5日に集英社のVジャンプブックスより発売。ISBN 978-4-0877-9563-9。
本作と同日に発売された攻略本で、ストーリー中盤までの内容を収録している。
テイルズ オブ ファンタジア なりきりダンジョンX 公式コンプリートガイド
2010年9月6日にバンダイナムコゲームスブックスより発売。ISBN 978-4-902372-29-8。
株式会社キュービストが編集を務めた公式攻略本。本編の攻略の他に出演声優や主題歌を歌った奥華子のインタビューなども収録されている。

## 他作品との関連
テイルズ オブ ザ レイズ（2017年2月28日配信）
シリーズキャラクター共演作品。ディオ、メル、クルール、ロンドリーネが登場。